# Egiptul de Sus

Harta reprezentând Egiptul de Sus (în sud) și Egiptul de Jos (în nord).

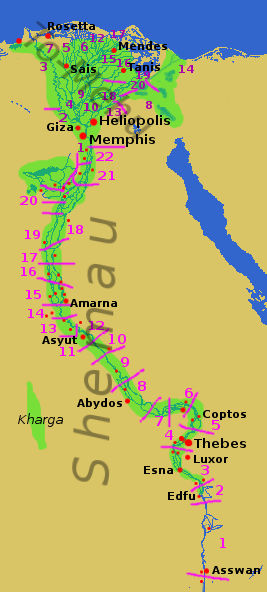
Harta Egiptului de Sus şi a Egiptului de Jos

Egiptul de Sus este la sud de la Deșertul Libian până după Abu Simbel. Motivul acestei aparente inversări este acela că Egiptul era considerat un dar al Nilului, și deci așa se explică și raportarea tuturor măsurătorilor la acesta. 
Egiptul de Sus era cunoscut ca Ta Shemau și era împărțit în 22 de provincii numite nome, primul dintre acestea fiind în zona actualului Aswan, iar cel de al 22-lea era plasat in zona Atfih, în vecinătatea sudică a capitalei Egiptului modern - Cairo.